# Quaero
Quaero (ou Quæro en tenant compte de la ligature « æ ») — « je cherche » en latin — est un programme de recherche et d'innovation lancé le 26 octobre 2004, destiné à développer des « outils intégrés de gestion des contenus multimédias », dont des extensions multimédias pour des moteurs de recherche de nouvelle génération qui permettront de rechercher par le contenu non seulement du texte, mais aussi des images, du son et de la vidéo. Initié par la France et soutenu par Oséo, le programme inclut une participation allemande. Quaero avait pour objectif de devenir le « Google européen »,.
Son lancement a bénéficié de la volonté politique de relancer de grands programmes d'innovation industrielle et de réagir face à la montée en puissance des moteurs de recherche américains comme Google ou Yahoo!. Il a été rapporté dans la presse que son but était de créer un nouveau moteur de toutes pièces. D'après l'INRIA, le projet s'appuie en réalité sur des technologies existantes, dont celles d'Exalead et de France Telecom qui participent au programme, et vise à les étendre. Il s'agit plus généralement de développer la recherche française en matière de recherche d'information multimédia, en coordonnant les efforts, en organisant le transfert technologique et en mutualisant les infrastructures de recherche. Le nom Quaero n'a pas pour but de devenir une marque commerciale pour des produits : il ne s'agit que du nom du programme, et les outils développés ne porteront pas nécessairement ce nom.

## Objectifs et moyens
Le programme Quaero vise à développer des technologies de traitement automatique des contenus multimédia et multilingues permettant d'offrir de nouveaux produits et services au grand public comme aux professionnels. Les principaux secteurs visés sont :
- Les portails et outils de recherche et de navigation de documents multimédia grand public, par exemple la recherche de podcasts, photos ou vidéo sur PC, télévision ou téléphone mobile ;
- Les outils pour la numérisation, l'enrichissement et la diffusion du patrimoine audiovisuel et des bibliothèques numériques ;
- Les solutions professionnelles intégrées de gestion de contenus audiovisuels et de métadonnées (analyse, fusion, agrégation, indexation, archivage).

Pour atteindre ces objectifs, le programme s’appuie sur un consortium d'une vingtaine de partenaires et sur une aide d'environ 100 M€. Cette aide, apportée par l'agence de financement Oséo, est répartie sur 5 ans et entre les membres du consortium. Ces membres apportent au programme leur expérience dans le développement et la valorisation de technologies. Ils contribuent également par leurs moyens propres pour un montant équivalent à l'aide, ce qui conduit à un budget total d'environ 200 M€.
Le programme met en œuvre une stratégie de développement de hautes technologies fondées sur l'apprentissage automatique. Ces technologies permettent de généraliser à partir d'exemples pour traiter une très grande variété de contenus.

## Organismes collaborant au programme
Le programme regroupe de grandes entreprises comme Technicolor (anciennement Thomson), avec ses filiales allemandes Thomson-Brandt GmbH et Grass Valley Germany GmbH, et France Telecom, des sociétés de taille moyenne comme Jouve et Bertin Technologies, ainsi que des PME comme Exalead, Vecsys, Vocapia Research, Synapse Développement et LTU Technologies.
Ces entreprises privées travaillent en partenariat avec des acteurs de la recherche publique tel le LIMSI-CNRS, qui coordonne les laboratoires publics, l'Inria, l’Université technique de Rhénanie-Westphalie à Aix-la-Chapelle, l'Université de Karlsruhe, l’Ircam, l’université Joseph-Fourier de Grenoble (CLIPS-IMAG), l’Irit, l’ENST, le LIPN de l'Université Paris 13 ou encore le groupe MIG de l'Inra.
La DGA et le Laboratoire national de métrologie et d'essais (LNE) participent quant à eux à l’évaluation des développements technologiques.
Le contenu sera notamment fourni par l'INA, la BnF et l'Inist.
Il est prévu que d'autres organismes européens rejoignent le consortium pendant la durée du programme.

## Genèse
Le programme a été conçu pour répondre aux besoins croissant de technologies de traitement des contenus multilingues et multimédia, en s'appuyant sur les progrès rapides dans ce domaine. Il a été initié dans le cadre des travaux du groupe de travail franco-allemand « coopération économique », installé par les ministres de l’économie allemand et français le 26 octobre 2004, et plus particulièrement du sous-groupe « recherche et innovation ». Il a été annoncé par le Président de la République française Jacques Chirac à l'occasion du Ve Conseil des ministres franco-allemand qui s'est tenu à l'Élysée le 26 avril 2005.
La proposition détaillée a été soumise début 2006 à l'AII, qui l'a retenue pour financement après analyse de sa pertinence scientifique et industrielle par des experts indépendants. Le 25 avril 2006, Jacques Chirac a renouvelé son soutien au projet en le présentant comme un des cinq premiers PMII (programmes mobilisateurs pour l'innovation industrielle) officiellement soutenus par l'AII, qui inventeront « les produits de demain ».
Toujours en 2006, l'Allemagne a souhaité faire évoluer ses priorités. Deutsche Telekom, qui faisait initialement partie des partenaires du côté allemand, a annoncé en janvier 2006 son retrait partiel du projet, ne souhaitant plus assurer qu'un rôle d'« observateur ». D'autres organismes allemands ont souhaité participer au programme en le réorientant vers la thématique du web sémantique et de la gestion des connaissances d'une manière incompatible avec les choix antérieurs. Ceci a conduit à une réorganisation en deux parties autonomes : la partie soutenue par l'AII, incluant les partenaires français et allemands à l'origine du programme et conservant le nom Quaero, et la partie soutenue par le BMWi, incluant les autres partenaires allemands et rebaptisée Theseus. Cette organisation a été annoncée fin décembre 2006 par le gouvernement allemand et l'AII,.
En 2007, le dossier a été notifié à la Commission européenne pour analyse sous l'angle économique par sa Direction générale de la concurrence. Celle-ci a donné son accord au financement du programme le 11 mars 2008,, marquant ainsi le lancement définitif du programme pour une durée de 5 ans.

## Résultats
Les premiers résultats accessibles au grand public ont été annoncés par la société Exalead en mars 2009. Trois démonstrations ont été mises en ligne sur les Labs d'Exalead : Miiget et Wikifier, et Voxalead, un moteur de recherche audio intégrant les technologies du LIMSI-CNRS et Vocapia et capable de comprendre 6 langues.
En 2011, le projet est à l'origine de 300 publications scientifiques et une vingtaine de dépôts de brevets.
En 2013, alors que le programme s'achève, 35 prototypes ont été lancés, et certains déploiements industriels ou commerciaux ont débuté. Parmi les débouchés, on note un outil de traduction de sites web, une plate-forme de numérisation de livres, ou un système de télévision interactive.

## Fin du programme
Le 28 janvier 2014, le site Quæro annonce via un billet de blog la fin du programme de recherche. L'annonce précise que le site restera en ligne « encore pendant toute l'année 2014 », afin d'assurer la publication des résultats des recherches en cours (« Publications, modules technologiques, corpus, applications & prototypes, thèses... »).

## Critiques et incompréhensions
Le journal satirique français Le Canard enchaîné a estimé que le budget du projet est ridicule par rapport à celui de Microsoft ou de Google. En pratique, le projet vient fédérer et renforcer des structures de recherche existantes au sein des organismes collaborant au programme, et devrait être comparé à des projets spécifiques de Microsoft ou de Google plutôt qu'à leur budget total de recherche.
Au moment du lancement, le projet est critiqué par Christophe Alix de Libération, pour qui le projet est exclusivement français, et son côté franco-allemand ne sert qu'à présenter un projet transnational à la Commission européenne, afin de justifier des dépenses publiques en faveur d'acteurs privés. Les Allemands, qui n'ont eu qu'une présence éphémère dans Quæro, lancent en parallèle le projet Theseus.
Les critiques ont été particulièrement virulentes outre-manche : dans le Guardian, qui reprend les critiques du Canard enchaîné dans une optique traditionnellement anti-française, un dirigeant d'entreprise britannique du monde des moteurs de recherche est cité pour avoir écrit au journal en qualifiant le plan de « a blatant case of misguided and unnecessary nationalism » (« un cas flagrant de nationalisme malencontreux et inutile »). L'article est plus généralement critique envers le président Chirac, lui attribuant d'être plus intéressé par la défense d'une certaine vanité française, francophone et européenne, que par l'avancement global de l'Internet.
Pour Jean-Pierre Gérault, président du comité Richelieu, le manque de collaboration des entreprises et la gestion du projet à un grand groupe conduit à du gâchis d'argent. Stéphane Distinguin, le fondateur de Fabernovel, Quæero est géré de façon très étatique, avec au bout du compte des petits projets qui vont coûter très cher.
D'après l'INRIA, toutefois, ces critiques résultent en partie d'une incompréhension du projet, celui-ci n'ayant aucune vocation à devenir un moteur de recherche européen, mais bien un projet de recherche destiné à fédérer universitaires, industriels et PME pour le développement d'outils en recherche d'information multimédia.